# Challenger of Dallas 1999
Il Challenger of Dallas 1999 è stato un torneo di tennis facente parte della categoria ATP Challenger Series nell'ambito dell'ATP Challenger Series 1999. Il torneo si è giocato a Dallas negli Stati Uniti dall'11 al 17 ottobre 1999 su campi in cemento.

## Vincitori

### Singolare
André Sá ha battuto in finale  Jimy Szymanski con il punteggio di 7–5, 4–6, 6–4

### Doppio
Paul Kilderry /  Grant Silcock hanno battuto in finale  Mitch Sprengelmeyer /  Jason Weir-Smith con il punteggio di 4–6, 6–3, 6–1